# Grupo Generación
El Grupo Generación, "Generación de Villarrica", o simplemente "Generación"
es un conjunto musical paraguayo, actualmente está integrado por Alejo Benítez (voz, guitarra y arreglos), Adolfo Arregui (voz y guitarra), Carlos "Toti" Rodríguez (voz y teclados), Hebert Cáceres (voz y bandoneón), Jorge Resquín (percusión) y Silvio Turró (bajo y guitarra).

## Historia
El grupo Generación surgió en los albores del año 1982 en la ciudad de Villarica del Espíritu Santo, capital del departamento del Guairá, con los hermanos Alejo, Pedro y Enrique Benítez junto a su primo Adolfo Arreguí, formando un cuarteto musical.
El primer material del grupo generación se denominó "Música Para Siempre".
Posteriormente se agregan nuevas personas al grupo, como "Toti" Rodríguez, hijo de Vitalino Rodríguez, más conocido en el ámbito cultural como Alberto de Luque, en teclados, Hebert Cáceres oriundo de la ciudad de Carapegua en el bandoneón, Patricia Álvarez, hija del director de orquesta Luis Álvarez, en flauta traversa y Silvio Turró en bajo.
El grupo ha realizado giras por Argentina, Uruguay, Colombia, Brasil, Estados Unidos, y Europa, interpretando canciones populares, polcas, guaranias, boleros, tangos, baladas, rasguido doble, carnavalitos, cuecas, candombe, cha cha cha y además, canciones del amplio repertorio latinoamericano y universal.
Generación se destaca por lograr una polifonía y armonía vocal, una mezcla de juventud y experiencia, evocando paisajes, buscando la alegría, dando esperanzas de un mundo más justo y mejor.
Los materiales "Generación de Emilano" en sus dos volúmenes de Generación, poseen en forma exclusiva obras de Emiliano R. Fernández, como Ahama Che China (Che la Reina), Trece Tuyuti, Primero de Marzo, Gratitud, La Última Letra, entre otros. Además en el álbum Siempre El Sol Volverá se incluyen dos temas inéditos: "Siempre El Sol Volverá" y " Desliz del Corazón", escritos por Hugo Villalba Gray y musicalizados por Hugo Figueroa.

## Discografía
- Música Paraguaya, 1994.
- Serenata, 1997.
- Regalo de Amor, 1999.
- Amigos Para Siempre, 2002.
- Grandes Éxitos, 2006.
- Siempre El Sol Volverá, 2007.
- Generación de Emiliano Volumen 1, 2008.
- Para El Recuerdo, 2009.
- Generación de Emiliano Volumen 2, 2010.
- Serenata Okara, 2011.

## Distinciones
- Mejor Grupo Nacional, Festival del Lago Ypacaraí, 1983.
- Mejor Grupo Internacional, Festival de Entre Ríos, 1984.
- Homenajeados en el Festival de la Raza, 1988.
- Mejor Grupo del Año, 1995.
- Mejor Disco del Año, 1997.
- Mejor Grupo Nacional, Festival del Lago Ypacaraí, 1999.
- Homenajeados en el Festival el País, 2002.
- Ganador de la 2.ª. Edición del Festival Internacional del Poncho Para'i de 60 Listas(Piribebuy), 2003.
- Embajadores Latinoamericanos de la Canción, Albuquerque, 2006.
- Homenajeados por la Asociación de Autores Paraguayos Asociados (APA), 2007.
- Premio Ñandutí de Oro, Festival Nacional del Ñandutí, 2015.